# Dragoluna
Dragoluna (Moondragon), il cui vero nome è Heather Douglas, è un personaggio dei fumetti Marvel Comics.
È stata creata da Bill Everett e Mike Friedrich (testi) e da George Tuska (disegni), ed è apparsa per la prima volta in Iron Man (Vol. 1) n. 54, del gennaio 1973.
Nonostante il suo personaggio abbia avuto una certa evoluzione nel corso degli anni, le sue caratteristiche principali sono rimaste, oltre alla testa completamente rasata, un complesso di superiorità verso gli altri esseri umani, un carattere algido e un uso talvolta spregiudicato della sua potente telepatia. È inoltre apertamente bisessuale e ha stabilito, sulle pagine di Annihilation, un'intensa relazione amorosa con la compagna Phyla-Vell.

## Biografia del personaggio

### Origini
Heather Douglas nasce a Los Angeles, da Arthur e Yvette Steckley Douglas. Quando è ancora bambina, mentre attraversa il deserto in auto con i suoi genitori, il veicolo viene colpito dall'astronave di Thanos, il Titano Pazzo, in atterraggio sulla Terra. Heather è l'unica superstite dell'incidente. In seguito, però, si scoprirà che l'essenza di Arthur Dougas è stata prelevata nel momento della morte da Mentore (Mentor), padre di Thanos, per creare Drax il Distruttore, una nemesi da opporre al figlio. La ragazza viene trovata dallo stesso Mentore e condotta su Titano, suo mondo di origine, per essere allevata dai locali monaci di Shao-Lom.
I monaci crescono Heather insegnandole a sviluppare il pieno potenziale umano, le abilità innate che gli abitanti della Terra possiedono ma che non sanno utilizzare. Qui diventa esperta nelle arti marziali, accresce di molto la sua conoscenza della chimica e dell'ingegneria genetica e sviluppa abilità telepatiche a un livello persino superiore a quello dei suoi maestri, tanto da riuscire ad un certo punto a contattare una potente entità cosmica chiamata Drago della Luna (Dragon of the Moon). L'essere tenta di corromperla ma Heather riesce apparentemente a respingere l'attacco. A sua insaputa, però, il Drago si impossessa della sua volontà, restando dormiente nel suo subconscio. Convinta di aver sconfitto l'entità ed inorgoglita dall'impresa, Heather decide di assumere il nome di battaglia di Dragoluna (Moondragon).
Qualche tempo dopo, Thanos attacca Titano e distrugge il monastero di Shao-Lom. Dragoluna riesce a fuggire, tornando sulla Terra.

### Vendicatori e Nuovi Difensori
Dietro la falsa identità di Madame MacEvil, Dragoluna arriva sulla Terra per cercare modi e alleati per combattere il potente Thanos. Inizialmente, per studiare gli umani, favorisce la creazione di nuovi supercriminali come Angar l'Urlatore e Ramrod, mette l'uno contro l'altro diversi supereroi come Namor e Iron Man, ma, alla fine, decide di rivelare la propria vera identità e storia ai Vendicatori e di unirsi a loro, convinta di aver trovato dei validi alleati nella lotta contro il Titano Pazzo. Quando Thanos entra in possesso del potente Cubo Cosmico, Dragoluna e i Vendicatori si uniscono a Capitan Marvel per guastare i piani del Titano. In quest'occasione, Heather ritrova suo padre dopo tanti anni, sotto le vesti di Drax il Distruttore.
Tornata sulla Terra, dopo una lotta contro Kang il Conquistatore, viene a sapere da un membro della razza aliena dei Cotati di essere una delle papabili Madonne Celestiali (Celestial Madonna), donna che, secondo le profezie, avrebbe dato vita ad una creatura salvatrice dell'universo. Alla fine, però, la scelta non ricade su Heather ma su Mantis. Poco tempo dopo, Dragoluna e la compagna di squadra, Hellcat, lasciano i Vendicatori e si dirigono su Titano per intensificare il proprio addestramento. Prima di partire, Heather si innamora dell'eroe Devil, ma lascia il pianeta prima che la loro storia potesse dare frutti concreti.
L'anno successivo ritorna sulla Terra e, dopo aver aiutato i Vendicatori a sconfiggere Korvac, decide di usare i suoi potenti poteri mentali per salvare l'universo attraverso lo strumento del dominio. La convinzione di essere una dea la porta ad essere travolta dal suo potere e solo l'intervento congiunto di Drax e dei Vendicatori riesce a fermarla. Nello scontro però, Dragoluna uccide suo padre. Per giudicarla, Thor porta Dragoluna alla corte di Odino. Il Padre di tutti gli Dei punisce l'ex eroina e la obbliga ad indossare una fascia che ne limiti i poteri mentali fino al momento in cui non avrebbe imparato l'umiltà. La obbliga, infine, a vivere sulla Terra in compagnia di Valchiria, eletta sua guardiana. Le due, inoltre, decidono di unirsi alla squadra dei Nuovi Difensori, da poco riformatasi.
Durante il suo periodo con i Difensori, Dragoluna cerca di correggere i suoi errori e si mostra più volte degna di fiducia, nonostante i dubbi dei compagni, meritandosi la rimozione della fascia limitante imposta da Odino. L'avventura con i nuovi compagni non dura però a lungo. La mente di Dragoluna viene presto travolta dal potere del Drago della Luna, rimasto quiescente per molto tempo, e la sua furia travolge i compagni. Dragoluna e il Drago paiono morire, portando con sé Valchiria, Andromeda, Gargoyle, Interloper e Manslaughter.

### Guanto dell'Infinito
Dopo che l'intero Universo Marvel si scontrò con il folle Thanos di Titano riuscendo a sottrargli l'oggetto più potente di cui disponesse (il Guanto dell'Infinito), Adam Warlock divise le fonti del potere del Guanto tra sei prescelti, denominati "Infinity Watch", tra i quali Dragoluna, alla quale fu assegnata la gemma della mente, in affinità ai suoi poteri.

## Poteri e abilità
Dragoluna possiede un altissimo livello di telepatia, sviluppata attraverso la meditazione e gli insegnamenti dei monaci Shao-Lom di Titano. In un'occasione, ad esempio, ha telepaticamente forzato un intero pianeta a interrompere una guerra e a siglare la pace, e in un'altra circostanza ha telepaticamente reso schiavo il Dio del Tuono Thor, costringendolo a innamorarsi di lei. Tuttavia non sempre riesce a controllare il suo potere, e il potente essere chiamato Drago della Luna è in grado talvolta di approfittare del loro legame e di influenzare le azioni e la volontà della donna.
Altri poteri e abilità sono una limitata telecinesi, una profonda conoscenza delle arti marziali e del combattimento corpo a corpo, una grande intelligenza e conoscenza della chimica e dell'ingegneria genetica, tutte sviluppate attraverso la meditazione e un lungo e metodico addestramento.